# 램슨
산마늘(Allium ursinum, wild garlic, wild cowleek, ramsons, buckrams, broad-leaved garlic, wood garlic, bear leek, bear's garlic)은 수선화과에 속하는 알뿌리 여러해살이 속씨식물이다. 유럽과 아시아가 본토이며 습한 삼림지대에서 성장한다. 야생마늘 부추속과 동일한 속에 속하는 양파와 마늘 대비 상대적으로 야생에 속한다.

## 갤러리

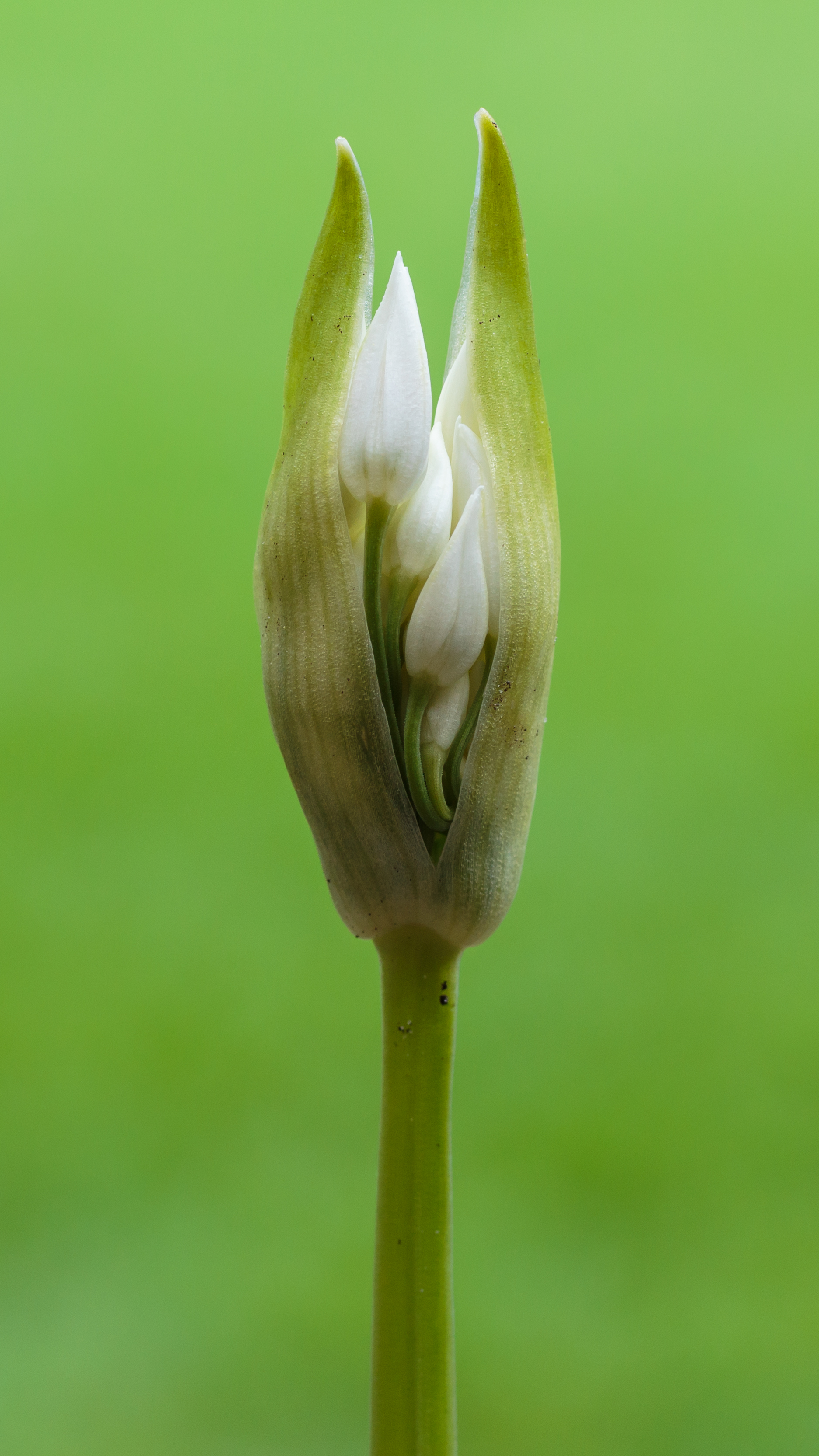
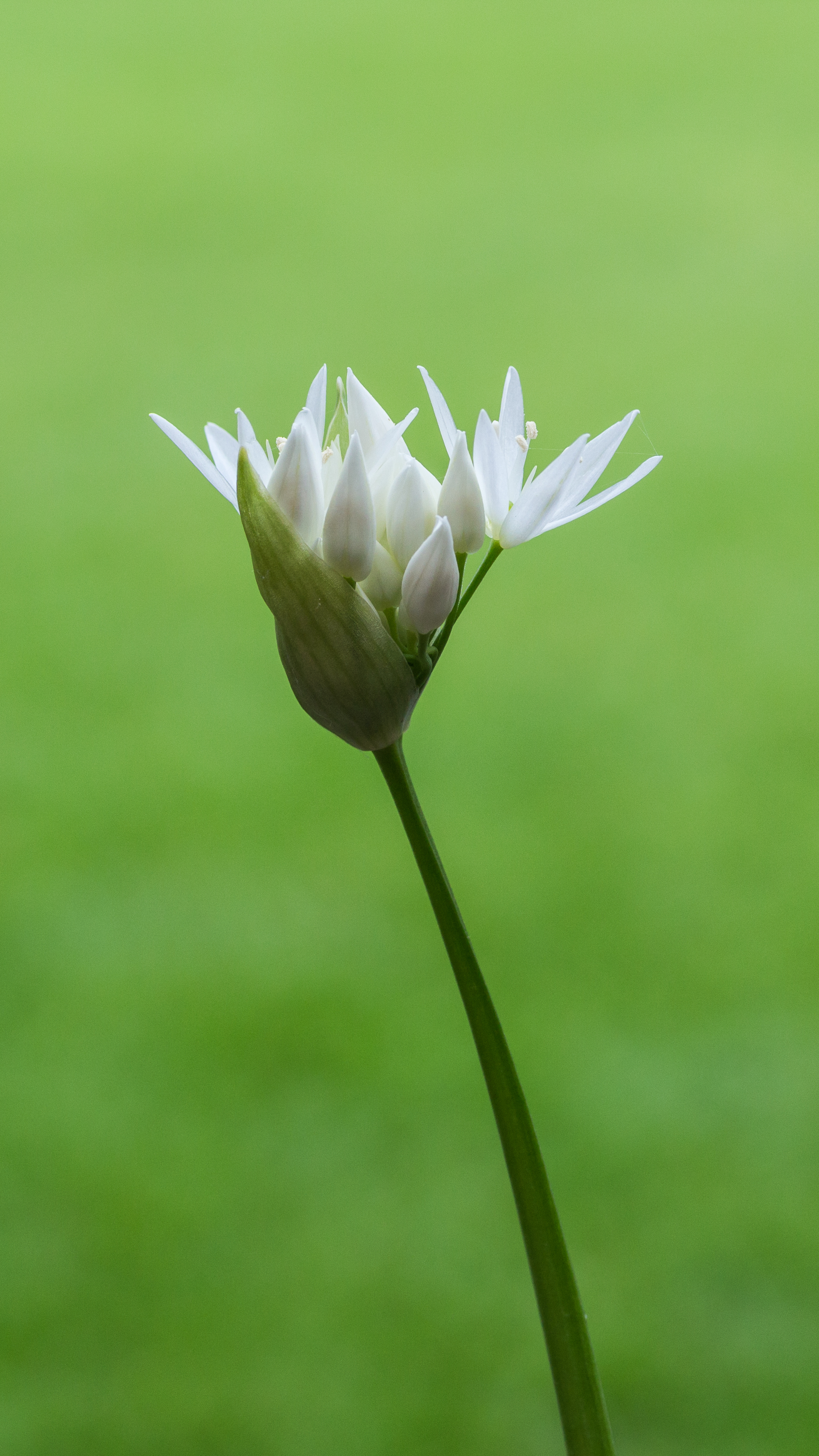
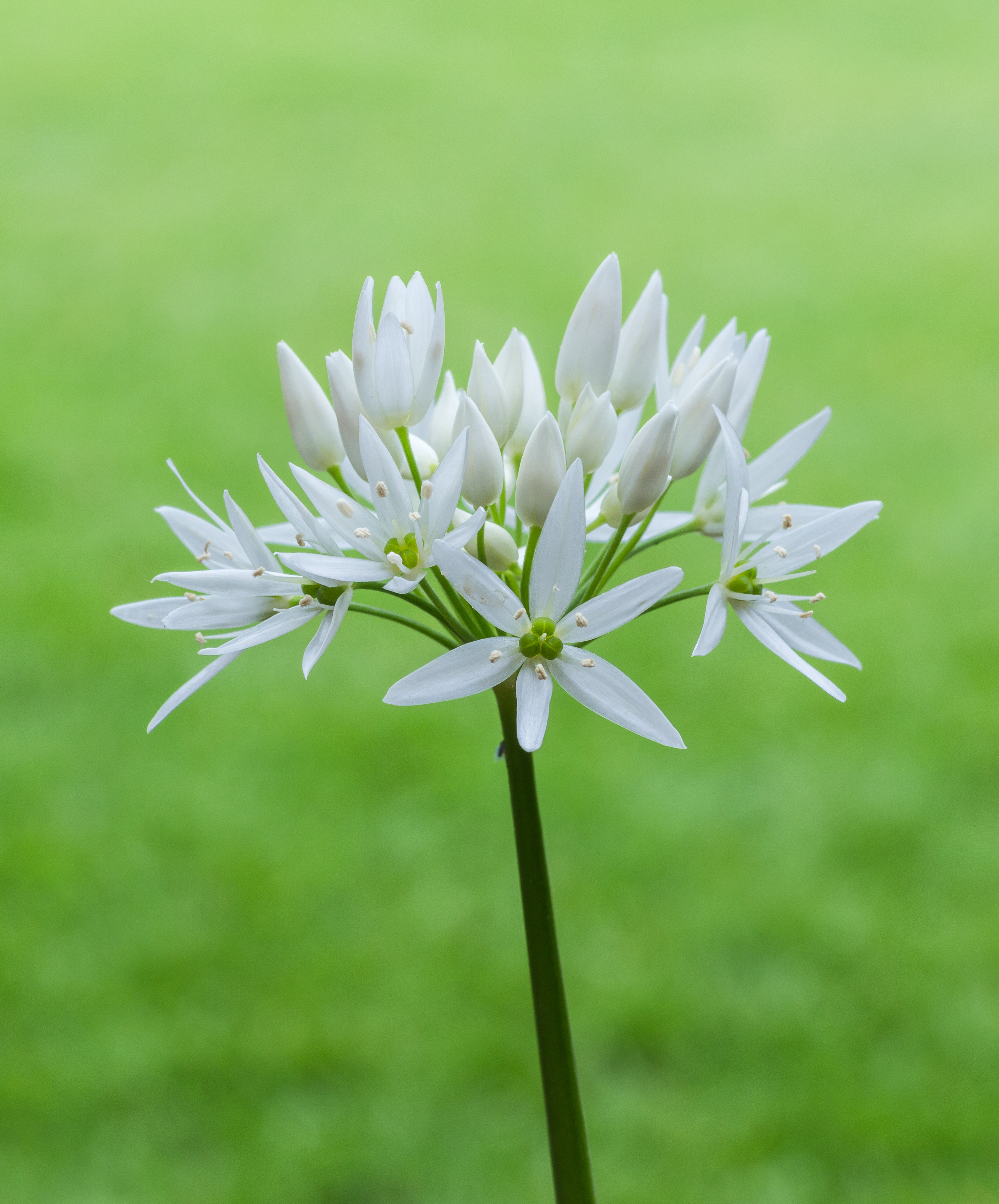
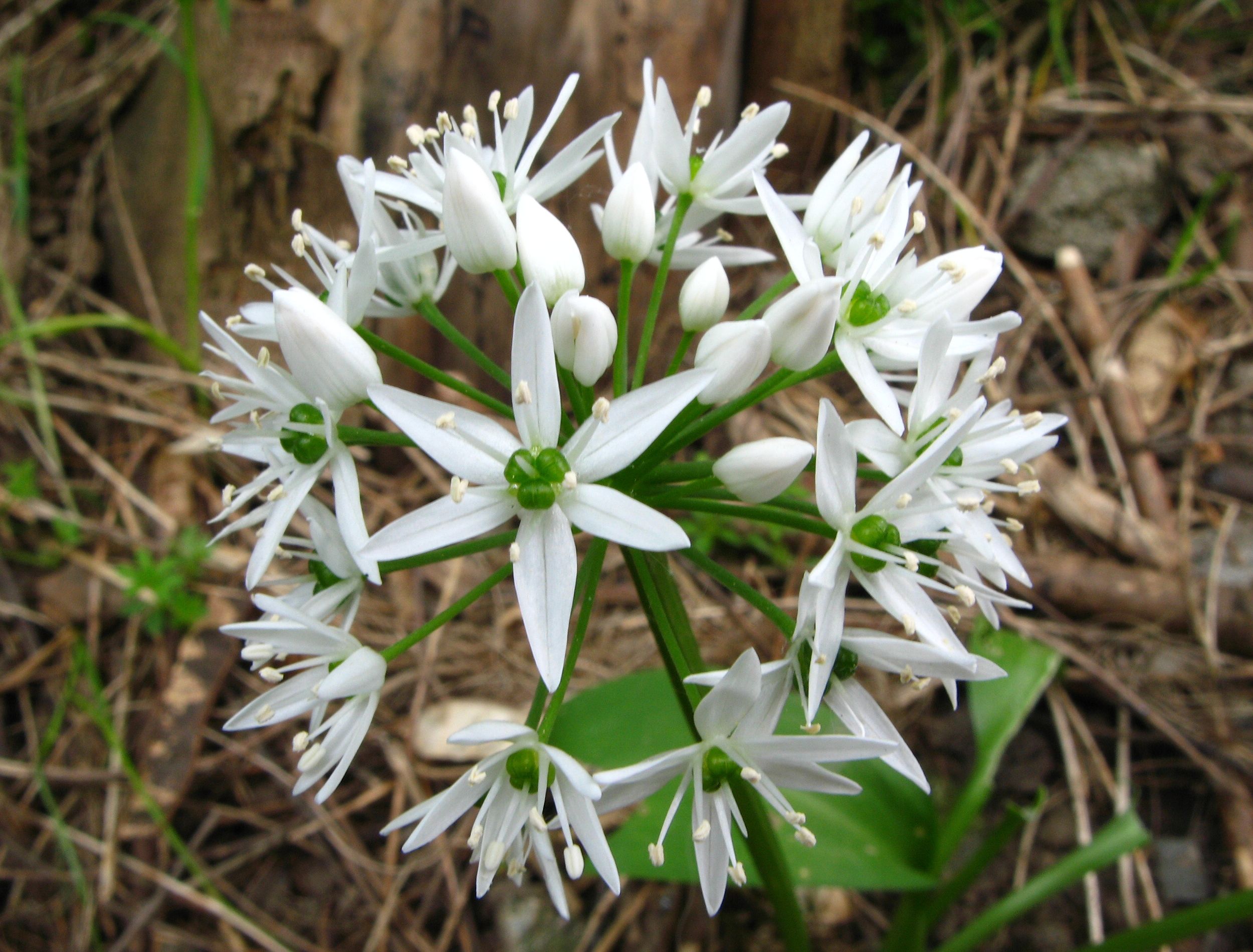
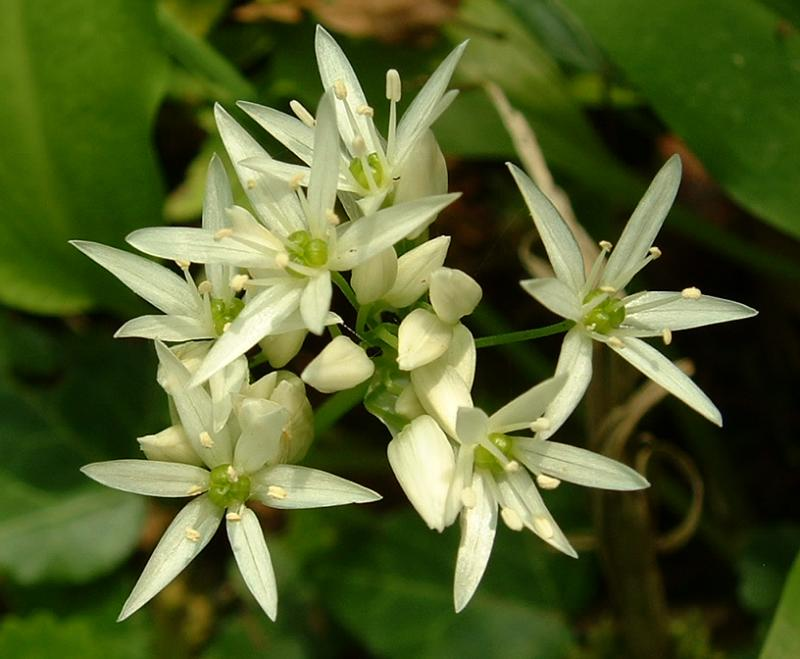
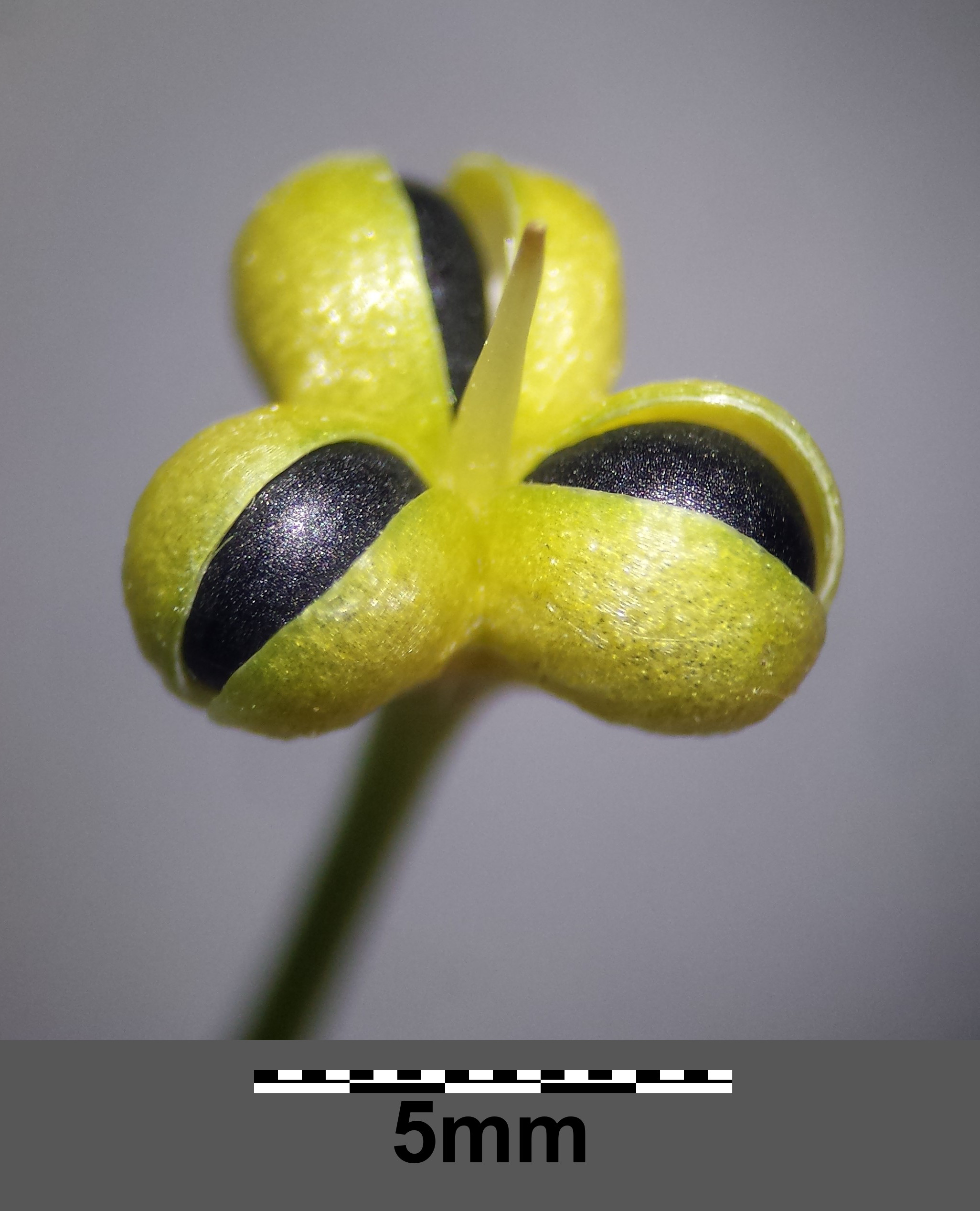
씨 있는 식물
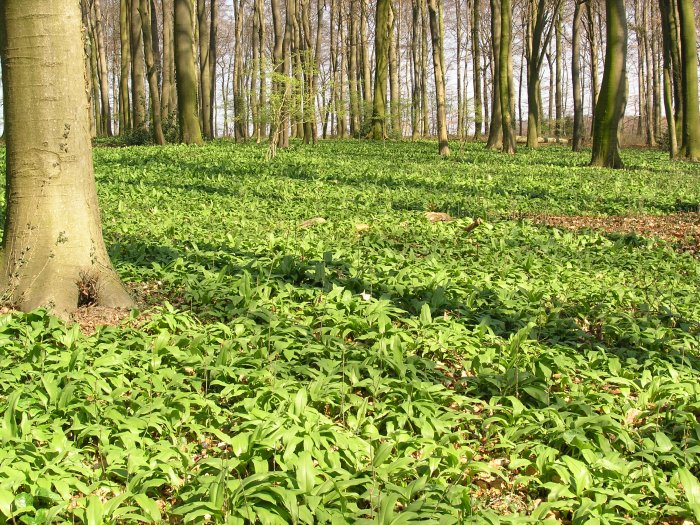
숲 속의 램슨.

## 같이 보기
- 부추아과